# Pilophorus cinnamopterus
Pilophorus cinnamopterus är en insektsart som först beskrevs av Carl Ludwig Kirschbaum 1856.  Pilophorus cinnamopterus ingår i släktet Pilophorus, och familjen ängsskinnbaggar. Arten är reproducerande i Sverige.